# Buttmannstraße

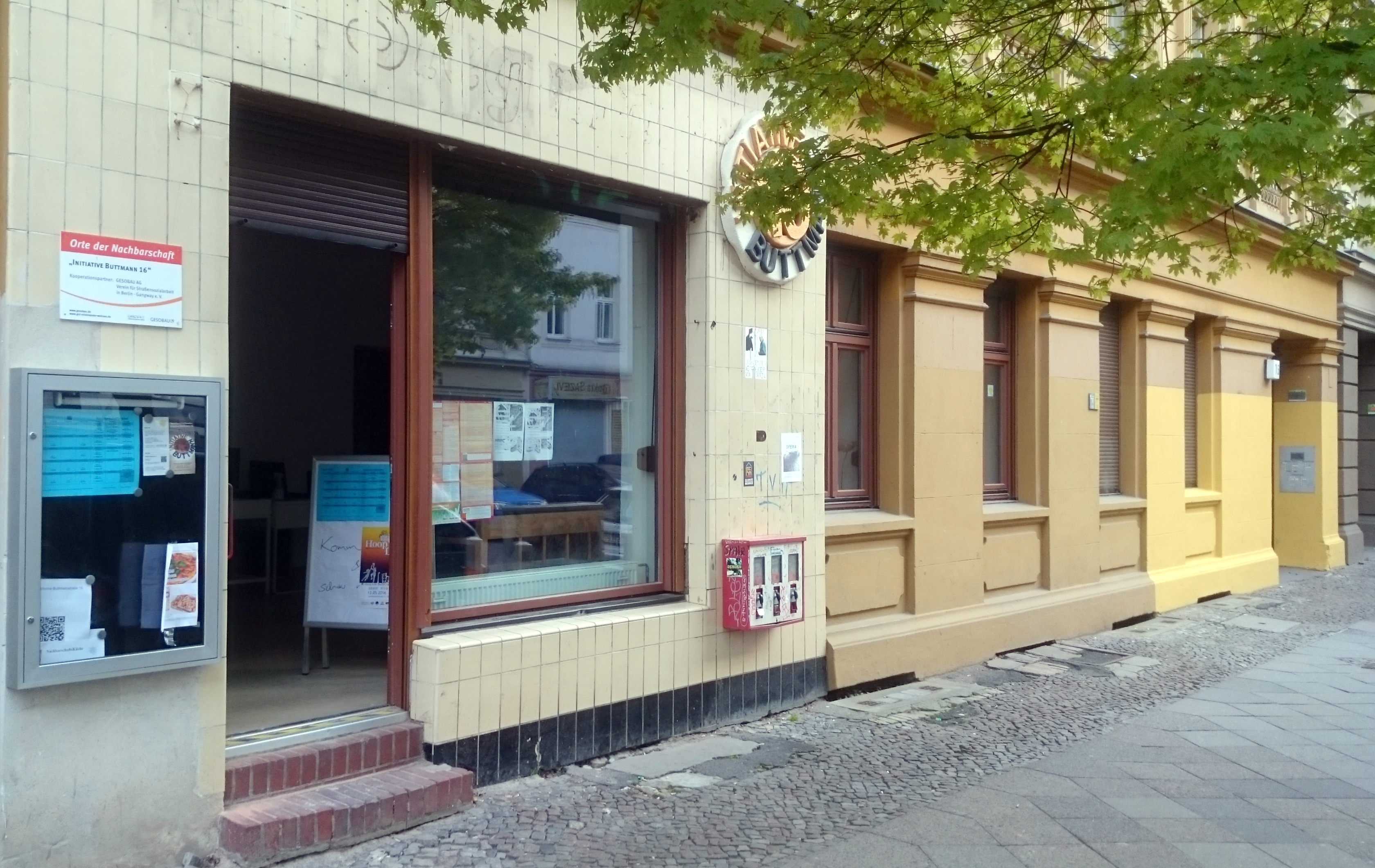
Nachbarschaftsladen Buttmann 16

Die Buttmannstraße ist ein Verkehrsweg im Berliner Ortsteil Gesundbrunnen. Die Straße verläuft parallel zur Pankstraße, geht von der Badstraße ab und in den Brunnenplatz mit dem Amtsgericht Wedding über. Die Straße beherbergt mehrere denkmalgeschützte Bauten aus der Gründerzeit. Bekannt wurde sie vor allem für politische und soziale Auseinandersetzungen, die dort immer wieder ihren Ursprung hatten.
Benannt ist die Buttmannstraße nach Philipp Buttmann, dem ehemaligen Pfarrer und Prediger an der nahegelegenen St.-Pauls-Kirche.

## Geschichte
Auf dem Gelände zwischen St.-Pauls-Kirche, Thurneysser-, Gropius- und Badstraße befand sich der Park des Luisenbades, der 1886 von der Handelsgesellschaft Gebrüder Hirschler aufgekauft und parzelliert wurde. Die Buttmannstraße wurde 1886 zusammen mit der Gropius- und Thurneysserstraße angelegt. Der Bauunternehmer Max Kühnlein errichtete für die Terraingesellschaft 1887–1892 fünfgeschossige Mietshäuser, die einzeln weiterverkauft wurden.
In der Zeit der Weimarer Republik war die Buttmannstraße eine der Keimzellen des Roten Weddings. Die Bewohnerschaft bestand fast ausschließlich aus Arbeitern und ihren Familien, die weit überwiegend der KPD angehörten. In den Zeiten der Straßenkämpfe war die Buttmannstraße deshalb ein bevorzugter Aufmarschort der SA, die ihre Präsenz auch im kommunistischen Kerngebiet demonstrieren wollte. Nach der „Machtergreifung“ 1933 übernahm die SA das bekannte Antifa-Lokal in der Buttmannstraße 2 und wandelte es in ein SA-Sturmlokal um.
In den 1980ern wurde die Buttmannstraße zu einem Zentrum der Hausbesetzerszene im Norden Berlins. 
Folgende drei Häuser der Buttmannstraße wurden zuerst besetzt:
- Buttmannstraße 2, besetzt 17. März 1981, geräumt 15. Januar 1983
- Buttmannstraße 16, besetzt 11. Juli 1981, geräumt 12. Juli 1981, wieder besetzt 13. Juli 1981, geräumt 15. Januar 1983
- Buttmannstraße 18/19, besetzt 17. März 1981, geräumt 15. Januar 1983

In den ersten Jahren des 21. Jahrhunderts kam die Buttmannstraße vor allem durch Kriminalität und Polizeieinsätze überregional in die Medien. Mehrere Zwischenfälle im Jahr 2007 sorgten für bundesweite mediale Aufmerksamkeit, als die Polizei Mühe hatte, Verdächtige festzusetzen. Im April 2007 kam es zu einer Schlägerei zwischen zwei Großfamilien, insgesamt hatte es die Polizei mit 150 Personen zu tun, die ihr gegenüberstanden. Im August desselben Jahres versuchten Polizisten, einen 23-jährigen mutmaßlichen Handydieb zu kontrollieren. Innerhalb kürzester Zeit entstanden daraus Auseinandersetzungen zwischen etwa 30 Freunden und Verwandten der beschuldigten Person und der Polizei. 2008 ereignete sich erneut ein Vorfall, als ein Motorradfahrer in einen Unfall mit einem kleinen Mädchen geriet; ein 18-jähriger versuchte, den Motorradfahrer zu verprügeln. Als wiederum die Polizei den 18-jährigen festsetzen wollte, wurde diese von etwa 50 schaulustigen Jugendlichen angegangen.

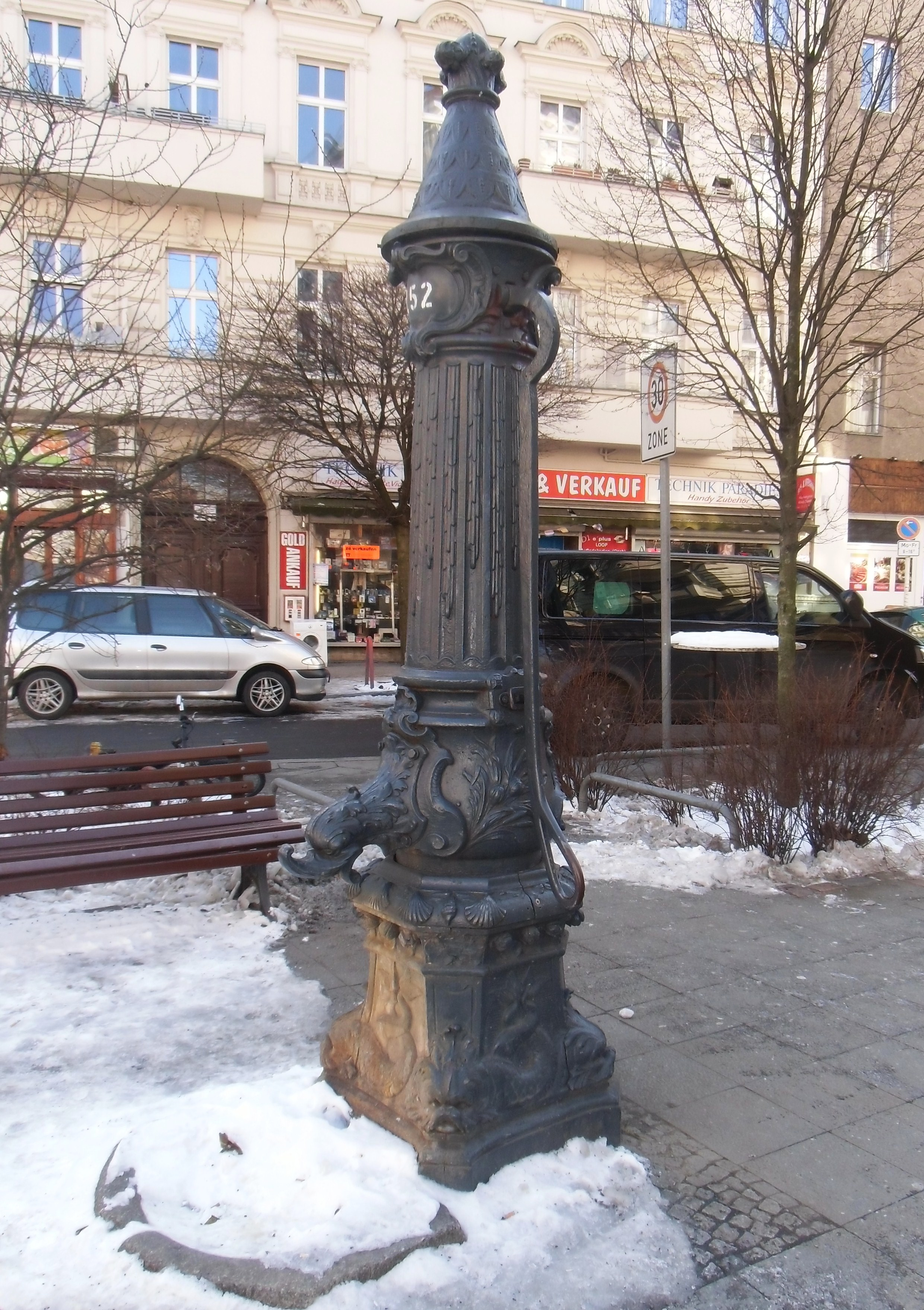
Denkmalgeschützte Wasserpumpe

## Denkmalschutz
In der Buttmannstraße befinden sich mehrere geschützte Baudenkmale. Die Mietshäuser 1–1A (errichtet 1889 von Carl Bonne), die Nummer 21 (1888/80 von R. Strack) sowie die 1888–1892 von Max Kühnlein errichteten Mietshäuser 4, 13, 15 und 16 gehören zum Denkmalensemble Zentrum Gesundbrunnen. Auftraggeber der durch Kühnlein errichteten Häuser war die Handelsgesellschaft Hirschler, die Einzelbauten wurden von mehreren Handwerkern und Gewerbetreibenden gebaut. An der Straßenecke zur Badstraße steht eine gut erhaltene denkmalgeschützte Wasserpumpe des Typs Lauchhammer Nr. 1.

## Anlieger
Die Bewohner der Buttmannstraße gelten wie die Bewohner des angrenzenden Viertels als einkommensschwach und überwiegend mit migrantischer Herkunft. Mit der Polizei kommt es immer wieder zu Konflikten, die der Straße teilweise den Ruf einer No-Go-Area einbrachten.
In der Buttmannstraße haben sich diverse soziale und politisch engagierte Initiativen angesiedelt. Das Café Barrikade bestand von 1977 bis 2016, galt als Wohnzimmer der Hausbesetzerszene und sah sich selbst als „letzte Bastion der Volksrepublik Wedding.“ Die Berliner Obdachlosenhilfe sitzt seit 2013 in der Buttmannstraße 1a. In der Buttmannstraße 9 hat das Projekt Fallschirm des Sozialpädagogischen Instituts Berlin seinen Sitz, das versucht, die sozialen Kompetenzen jugendlicher Mehrfach- und Intensivtäter zu stärken. In der Buttmannstraße 16 befand sich in den Räumen einer stillgelegten Bäckerei von Juni 2011 bis 2018 ein Nachbarschaftsladen, der den sozialen Zusammenhalt im Kiez steigern sollte. Betrieben wurde er von der Nachbarschaftsinitiative Buttmann 16 in Kooperation mit dem Verein Gangway und dem kommunalen Wohnungsunternehmens Gesobau. Benachbart ist der Verein Salam, der vor allem Flüchtlinge aus Syrien bei der Ankunft in Deutschland und der anschließenden Integration unterstützen soll. Gegründet und betrieben wird dieser selbst von syrischen Flüchtlingen.
Ebenfalls in der Buttmannstraße 16 hat der Künstler Michael H. Rohde Wohnung und Atelier.